# Metagonia lepida
Metagonia lepida là một loài nhện trong họ Pholcidae. Loài này được phát hiện ở México.